# Titularbistum Liberalia
Das Bistum Liberalia (italienisch diocesi di Liberalia, lateinisch Dioecesis Liberaliensis) ist ein Titularbistum der römisch-katholischen Kirche.
Die in Nordafrika gelegene Stadt Liberalia (heute vermutlich die Oase Lioua in Algerien) war ein alter römischer Bischofssitz, der im 7. Jahrhundert mit der islamischen Expansion unterging. Er lag in der römischen Provinz Numidien.
Zwei Bischöfe des historischen Bistums sind durch ihre Teilnahme an der Collatio von Karthago 411 überliefert: Gorgonius (als Katholik) und Victorius (als Donatist). 
| Titularbischöfe von Liberalia |                             |                                                        |                  |                    |
| Nr.                           | Name                        | Amt                                                    | von              | bis                |
| 1                             | Bernhard Meurl von Leombach | Weihbischof in Passau (Heiliges Römisches Reich)       | 4. Mai 1496      | 27. Januar 1526    |
| 2                             | Paul Francis Reding         | Weihbischof in Hamilton (Kanada)                       | 2. Juli 1966     | 14. September 1973 |
| 3                             | Jan Śrutwa                  | Weihbischof in Lublin (Polen)                          | 25. Juli 1984    | 25. März 1992      |
| 4                             | Jacek Jezierski             | Weihbischof im Ermland (Polen)                         | 19. Februar 1994 | 10. Mai 2014       |
| 5                             | Luis Horacio Gómez González | Apostolischer Vikar von Puerto Gaitán (Kolumbien)      | 10. Juli 2014    | 17. April 2016     |
| 6                             | Joseph Đỗ Mạnh Hùng         | Weihbischof in Ho-Chi-Minh-Stadt (Vietnam)             | 25. Juni 2016    | 3. Dezember 2019   |
| 7                             | Charles Ndaka Salabisala    | Weihbischof in Kinshasa (Demokratische Republik Kongo) | 29. Juni 2020    |                    |